# Sport Clube Praiense
El Sport Clube Praiense es un equipo de fútbol de Portugal que juega en la Primera División de la Azorea, la quinta liga de fútbol más importante del país.

## Historia
Fue fundado en el año 1947 en la ciudad de Praia da Vitória, en las islas Azores y en toda su historia solo cuenta con un título de Tercera División de Portugal. Nunca ha estado en la Primera División de Portugal.

## Estadio
El Sport Clube Praiense juega sus partidos de local en el Estádio Municipal da Praia en Praia da Vitória, con capacidad para 1500 espectadores.

## Palmarés
- Tercera División de Portugal: 1

2007/08